# HD 23127 b
HD 23127 b és un exoplaneta gegant gasós que orbita l'estrella HD 23127 a la distància de 2,29 UA, necessitant 3,32 anys per a completar una òrbita. L'òrbita és molt excèntrica, un dels anomenats "júpiters excèntrics". A l'àpside, la distància és 1,28 UA, posant-se a l'extrem exterior de la zona habitable, i a l'apsis, la distància és de 3,30 UA. La massa és com a mínim 1,37 cops la de Júpiter. Només se'n coneix la massa mínima, ja que la inclinació no és coneguda.